# Ranter
Ranter (oder auch Renter, Rantertum) ist ein Begriff, der öfter im Zusammenhang mit dem jungen Quäkertum fällt. Es ist nicht ganz klar, ob es sich dabei tatsächlich um eine Gruppe oder nur um den Ausdruck einer Abgrenzung zu anderen Gruppen handelte. Ranter hat im Englischen in etwa die Bedeutung von „pathetischer Redner“ oder „Prahler“.

## Rolle im Englischen Bürgerkrieg
Während des Englischen Bürgerkriegs sollen die Ranters neben den Levellers und Diggers eine weitere, progressive Nebenfraktion dargestellt haben, die sich vor allem durch ihre hedonistischen Lebensweisen wie eine Pantheismus und eine freizügige Sexualmoral auszeichnete. Da jedoch vor allem Sekundärquellen über die Ranters berichten, ist ihre Existenz als abgrenzbare Bewegung umstritten. Denkbar scheint auch, dass mit den Ranters die als ‚Sittenverfall‘ erachtete Vielzahl neu aufgekommener moralischer Vorstellungen, theologischer Neuinterpretationen und Exkapismen während des Bürgerkrieges als gemeinsames Phänomen beschrieben wurden.

## Bedeutung für das Quäkertum
George Fox verwendete diesen Begriff mehrfach, um sich von Personen und Gruppen abzugrenzen. So wurde der Begriff zum Beispiel auf die Gruppe um Rice Jones angewendet, dessen Anhänger zu den landesbesten Footballspielern und Ringern gehörten. Ihnen warf Fox vor, der „Weltlichkeit verfallen“ zu sein. Der Autor Joseph Salmon (1647–1656) wird ebenfalls von Fox als Ranter bezeichnet. Diesen traf er persönlich bei einem Gefängnisbesuch in Coventry, wo er einen Disput mit ihm hatte.
Der Begriff Ranter hat also innerhalb des Quäkertums eine ähnliche Konnotation wie die Bezeichnung Konterrevolutionär.